# Municipio de Steen
El municipio de Steen (en inglés: Steen Township) es un municipio ubicado en el condado de Knox en el estado estadounidense de Indiana. En el año 2010 tenía una población de 900 habitantes y una densidad poblacional de 9,41 personas por km².

## Geografía
El municipio de Steen se encuentra ubicado en las coordenadas 38°40′39″N 87°18′12″O / 38.67750, -87.30333. Según la Oficina del Censo de los Estados Unidos, el municipio tiene una superficie total de 95.61 km², de la cual 94,53 km² corresponden a tierra firme y (1,12 %) 1,07 km² es agua.

## Demografía
Según el censo de 2010, había 900 personas residiendo en el municipio de Steen. La densidad de población era de 9,41 hab./km². De los 900 habitantes, el municipio de Steen estaba compuesto por el 98,78 % blancos, el 0,11 % eran afroamericanos, el 0,11 % eran amerindios, el 0,11 % eran asiáticos y el 0,89 % eran de una mezcla de razas. Del total de la población el 1,78 % eran hispanos o latinos de cualquier raza.